# Rio Copăcioasa (Berivoi)
O Rio Copăcioasa é um rio da Romênia, afluente do Berivoi, localizado no distrito de Braşov.